# ارنست بکر
ارنست بکر (به انگلیسی: Ernest Becker)؛ (۲۷ سپتامبر ۱۹۲۴–۶ مارس ۱۹۷۴) انسان‌شناس فرهنگی آمریکایی و نویسنده کتاب برنده جایزه پولیتزر در سال ۱۹۷۴ به نام انکار مرگ بود.

## زندگی‌نامه
ارنست بکر در اسپرینگفیلد، ماساچوست، از پدر و مادری مهاجر یهودی به دنیا آمد. او که در طول جنگ جهانی دوم در پیاده‌نظام خدمت می‌کرد، به آزادسازی اردوگاه‌های کار اجباری آلمان نازی کمک کرد. بکر پس از اتمام خدمت سربازی خود، به دانشگاه سیراکیوس در نیویورک رفت. پس از فارغ‌التحصیلی به عنوان یک افسر اداری به سفارت ایالات متحده در پاریس پیوست.
در اوایل ۳۰ سالگی، او به دانشگاه سیراکیوس بازگشت تا تحصیلات تکمیلی را در زمینه انسان‌شناسی فرهنگی دنبال کند و دکترای خود را در سال ۱۹۶۰ به پایان رساند. اولین کتاب از نه کتاب او، بر اساس پایان‌نامه دکترای او بود.